# Philip Klein (Komponist)

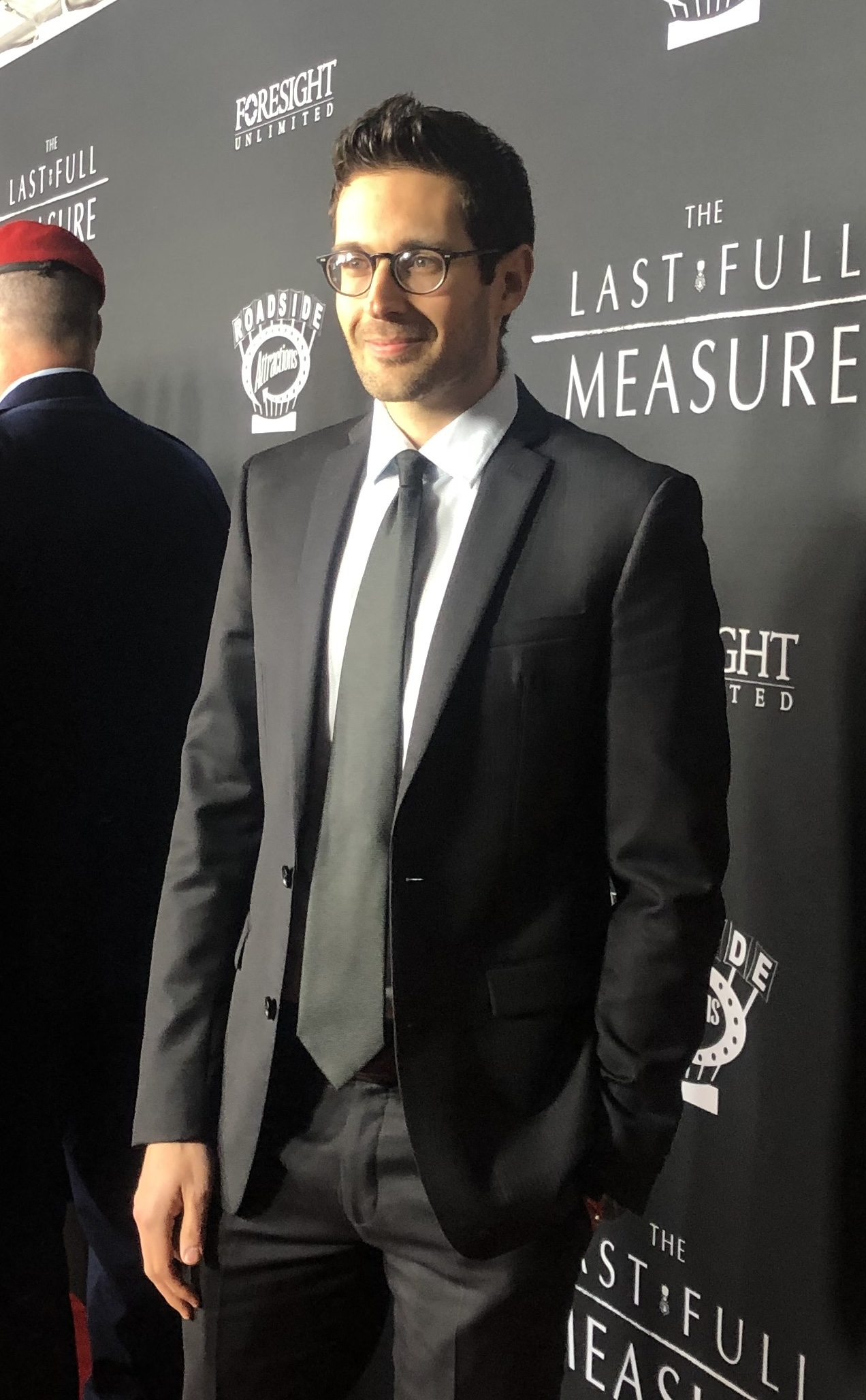
Philip Klein (2020)

Philip Klein (* 1. Februar 1985 in Batavia, New York) ist ein US-amerikanischer Filmkomponist und Orchestrator.

## Leben
Philip Klein wurde 1985 in Batavia als Sohn eines Schlagzeugers geboren.
Er studierte Trompete und Komposition an der Northwestern University. 2011 wurde er als einer von sechs Fellows für das Composing Lab des Sundance Institute ausgewählt.
Klein komponierte ab dem Jahr 2005 zunächst die Musik für diverse Kurzfilme und Fernsehserien. Zudem fungierte er als Orchestrator für diverse Film- und Fernsehproduktionen sowie Computerspiele. Später übernahm er auch die Komposition der Musik von Spielfilmen wie The Last Full Measure, Der Wunschdrache, Pig und Medieval.
Er betreibt ein Studio im kalifornischen Altadena.

## Filmografie (Auswahl)
Komponist
- 2007–2011: Green Screen Adventures (Fernsehserie)
- 2009: Moonshine Inc.
- 2010: Ultradome (Fernsehserie)
- 2012: Staged (Fernsehserie)
- 2014: Growing Up and Other Lies
- 2015: Kickin' Chill (Fernsehserie)
- 2019: The Last Full Measure
- 2021: Der Wunschdrache (Wish Dragon)
- 2021: Pig
- 2022: Medieval
- 2022: Pfad der Vergeltung (Savage Salvation)

Orchestrator
- 2007: Bee Movie – Das Honigkomplott (Bee Movie)
- 2008: Der seltsame Fall des Benjamin Button (The Curious Case of Benjamin Button)
- 2009: Iron Cross
- 2012: Act of Valor
- 2013: Hänsel und Gretel: Hexenjäger (Hansel & Gretel: Witch Hunters)
- 2014: Growing Up and Other Lies
- 2014: Breaking the Bank
- 2015: Der Kleine Prinz (The Little Prince)
- 2016: Der Spion und sein Bruder (Grimsby)
- 2016: American Fable
- 2016: The Huntsman & The Ice Queen (The Huntsman: Winter’s War)
- 2016: Phantastische Tierwesen und wo sie zu finden sind (Fantastic Beasts and Where to Find Them)
- 2017: Papillon
- 2018: Fifty Shades of Grey – Befreite Lust (Fifty Shades Freed)
- 2018: Red Sparrow
- 2018: Christopher Robin
- 2018: Der Nussknacker und die vier Reiche (The Nutcracker and the Four Realms)
- 2018: Phantastische Tierwesen: Grindelwalds Verbrechen (Fantastic Beasts: The Crimes of Grindelwald)
- 2019: Ein verborgenes Leben (A Hidden Life)
- 2019: Joker
- 2019–2020: The Mandalorian (Fernsehserie)
- 2020: Neues aus der Welt (News of the World)
- 2021: Raya und der letzte Drache (Raya and the Last Dragon)
- 2021: Jungle Cruise
- 2021: House of Gucci
- 2021–2022: Das Buch von Boba Fett (The Book of Boba Fett, Fernsehserie)
- 2022: Rot (Turning Red)
- 2022: Phantastische Tierwesen: Dumbledores Geheimnisse (Fantastic Beasts: The Secrets of Dumbledore)
- 2022: Obi-Wan Kenobi (Fernsehserie)
- 2022: DC League of Super-Pets